# Verseka
Verseka je řeka v jihovýchodní části Litvy, ve Vilniuském a Alytuském kraji, v okresech Šalčininkai a Varėna. Je to levý přítok řeky Merkys, do které se vlévá u vsi Mielupiai, 77,4 km od jejího ústí do Němenu. Teče zpočátku směrem severozápadním, u vsi Dailidės se stáčí na západ, u obce Padvarionys protéká rybníkem Padvarionių tvenkinys (39,6 km od ústí, 48,4 ha), dále protéká městem Eišiškės,za kterým se v úseku asi 1,5 km dotýká opět hranice s Běloruskem. Poté se stáčí směrem severozápadním, u obce Didžiosios Zubiškės protéká přehradní nádrží vodní elektrárny Eišiškių hidroelektrinės tvenkinys (22,3 km od ústí, 128,6 ha), a u obce Krūminiai (již v okrese Varėna) další přehradní nádrží vodní elektrárny Krūminių hidroelektrinės tvenkinys (7,5 km nuo od ústí, 53 ha), za kterou se stáčí směrem západním. Protéká největším lesním masívem v Litvě Dainavos giria. Průměrný spád je 111 cm/km. Koryto je na několika místech regulováno. 

## Přítoky
- Levé:

| Hydrologické pořadí | Řeka      | Délka (km) | Povodí (km²) | Vzdálenost od ústí (km) | Ústí kde | Koordináty ústí |
| ------------------- | --------- | ---------- | ------------ | ----------------------- | -------- | --------------- |
| 11010321            | V - 5     | 4,4        | 8,5          | 39,3                    |          |                 |
| 11010322            | Dumblė    | 7,9        | 29,7         | 33,9                    |          |                 |
| 11010323            | Prūdelis  | 11,0       | 35,4         | 33,4                    |          |                 |
| 11010326            | Turė      | 6,5        | 13,2         | 29,1                    |          |                 |
| 11010329            | V - 3     | 4,4        | 8,5          | 26,4                    |          |                 |
| 11010333            | Pasgrinda | 9,7        | 31,3         | 12,7                    |          |                 |
| 11010334            | Blanka    | 3,4        | 7,8          | 11,3                    |          |                 |
| 11010337            | V - 1     | 4,1        | 8,9          | 1,9                     |          |                 |

- Pravé:

| Hydrologické pořadí | Řeka     | Délka (km) | Povodí (km²) | Vzdálenost od ústí (km) | Ústí kde | Koordináty ústí |
| ------------------- | -------- | ---------- | ------------ | ----------------------- | -------- | --------------- |
| 11010324            | V - 4    | 3,4        | 3,8          | 33,1                    |          |                 |
| 11010325            | Aklianka | 5,2        | 9,3          | 31,6                    |          |                 |
| 11010327            | Nedilė   | 8,5        | 59,8         | 28,6                    |          |                 |
| 11010331            | Juodupė  | 13,8       | 24,7         | 24,0                    |          |                 |
| 11010335            | Taurupis | 5,1        | 20,8         | 6,9                     |          |                 |

## Obce při řece
Versekėlė, Dailidės, Padvarionys, Eišiškės, Starka, Verseka, Paversekis, Krūminiai

## Vodácká trasa
Připomíná trasu Ūly, plavba zabere více času, protože v řece je mnoho vývratů stromů

## Rybaření
Rybaření je zakázáno v období od 1. října do 31. prosince.